# Jonathan Bayard Smith
Jonathan Bayard Smith (* 21. Februar 1742 in Philadelphia, Provinz Pennsylvania; † 16. Juni 1812 ebenda) war ein amerikanischer Politiker. Er war der Sohn von Samuel Smith aus Portsmouth, New Hampshire, der später nach Philadelphia hinzog und dort ein erfolgreiches Handelsunternehmen führte.

## Werdegang
Smith graduierte 1760 am Princeton College und arbeitete dann bei seinem Vater. Später entschied er sich eine politische Laufbahn einzuschlagen. Er wurde Mitglied im Committee of Safety und war von 1775 bis 1777 dessen Secretary. Dann wurde er als Delegierter für Pennsylvania in den Kontinentalkongress gewählt, wo er vom 4. April 1777 bis zum November 1778 tätig war. Während dieser Zeit unterzeichnete er die Konföderationsartikel. Ferner war er von 1777 bis 1778 Prothonotary und 1778 Richter am Court of Common Pleas. Im nachfolgenden Jahr, 1779, war er einer der Begründer der University of the State of Pennsylvania und bis zu deren Zusammenlegung mit dem College of Philadelphia zu University of Pennsylvania 1791 ein Mitglied deren Kuratoriums. Anschließend wurde er Kurator an dieser Universität, eine Stellung, die er bis zu seinem Tod innehatte. Ferner war er von 1779 bis 1808 Kurator am Princeton College. Dann diente er von 1792 bis 1794 im Stadtrat von Philadelphia und war 1794 Auditor General von Philadelphia.
Smith verstarb 1812 in Philadelphia und wurde anschließend auf dem Friedhof der Second Presbyterian Church beigesetzt.